# WB Games Montréal
WB Games Montréal Inc. est un studio canadien de développement de jeux vidéo fondé en 2010 et basé à Montréal.
L'entreprise est une filiale de Warner Bros. Interactive Entertainment. Son premier projet est le portage de Batman: Arkham City sur Wii U. Le studio développe sa préquelle, Batman: Arkham Origins, sortie le 25 octobre 2013.

## Histoire
WB Games Montréal est fondé en 2010 par Warner Bros. Interactive Entertainment. 
Un des titres du studio, Batman: Arkham Origins, est présenté au public lors de l'Electronic Entertainment Expo (E3) de 2013, il reçoit deux nominations aux Game Critics Awards pour le meilleur jeu d'action/aventure et le meilleur jeu de console. Le jeu a également été reconnu lors de l'événement pour: "Meilleur jeu vidéo" par Forbes;  "Meilleur jeu d'action" par Game Informer; "Meilleur jeu lié à la bande dessinée" par Newsarama;  et "Meilleur jeu Xbox 360" par IGN. Batman: Arkham Origins a reçu des critiques positives mais la société a reçu une quantité importante de critiques pour avoir omis de mener des tests appropriés sur le jeu avant sa sortie ainsi que pour avoir refusé de résoudre un certain nombre de bugs qui tourmentaient le titre, préférant plutôt se concentrer sur le développement et la sortie de DLC payants.

## Jeux développés
| Titres                                | Année | Plates-formes                      |
| ------------------------------------- | ----- | ---------------------------------- |
| Batman: Arkham City - Armored Edition | 2012  | Wii U                              |
| Cartoon Universe                      | 2013  | PC                                 |
| Batman: Arkham Origins                | 2013  | PC, PlayStation 3, Xbox 360, Wii U |
| Lego Legends of Chima Online          | 2014  | PC, iOS                            |
| Batgirl: A Matter of Family           | 2015  | PC, PlayStation 4, Xbox One        |
| Gotham Knights                        | 2022  | PC, PlayStation 5, Xbox Series     |